# Help Me (canción)
«Help Me» es una canción interpretada por la cantautora canadiense Joni Mitchell. Fue publicada en febrero de 1974 por Asylum Records como el segundo sencillo de su sexto álbum de estudio, Court and Spark.

## Composición y arreglos
La canción fue compuesta en un compás de 4
4 con un tempo de 172 pulsaciones por minuto y está escrita en la tonalidad de re mayor. Las voces van desde G3 a E5. «Help Me» tiene puente en verso con un estribillo dividido, y un riff sincopado pegadizo.

## Lista de canciones
Todas las canciones escritas y compuestas por Joni Mitchell.
1. «Help Me» – 3:22
2. «Just Like This Train» – 4:23

## Posicionamiento

### Gráfica semanal
| Gráfica (1974)                            | Pico de posición |
| ----------------------------------------- | ---------------- |
| Canadá (RPM Top Singles)                  | 6                |
| Canadá (RPM Pop Music Playlist)           | 4                |
| Estados Unidos (Billboard Hot 100)        | 7                |
| Estados Unidos (Billboard Easy Listening) | 1                |
| Estados Unidos (Cash Box Top 100 Singles) | 8                |

### Gráfica de fin de año
| Gráfica (1974)                            | Pico de posición |
| ----------------------------------------- | ---------------- |
| Canadá (RPM Top Singles)                  | 82               |
| Estados Unidos (Billboard Easy Listening) | 11               |
| Estados Unidos (Billboard Hot 100)        | 53               |
| Estados Unidos (Cash Box Top 100 Singles) | 50               |